# Marken
Marken er en halvø i IJsselmeer i Nederlandene. Marken ligger i Waterland kommune i provinsen Noord-Holland.
Der er i virkeligheden tale om en ø, der nu om stunder er forbundet med fastlandet via en dæmning. Marken er en velbesøgt turistattraktion, der er kendt for sine mange træhuse. Halvøen har givet navn til Markenmeer, den del af IJsselmeer, der ligger lige rundt om den.
Marken var en selvstændig kommune indtil 1991, hvor den blev lagt ind under Waterland. Der boede (pr. 2004) 1.846 mennesker på Marken.